# زانکت پاول ایم لاوانتال
زانکت پاول ایم لاوانتال (به آلمانی: Sankt Paul im Lavanttal) یک منطقهٔ مسکونی در اتریش است که در ناحیه وولفسبرگ واقع شده‌است. زانکت پاول ایم لاوانتال ۳٬۶۸۰ نفر جمعیت دارد.